# Orquestra Sinfônica de Hamburgo

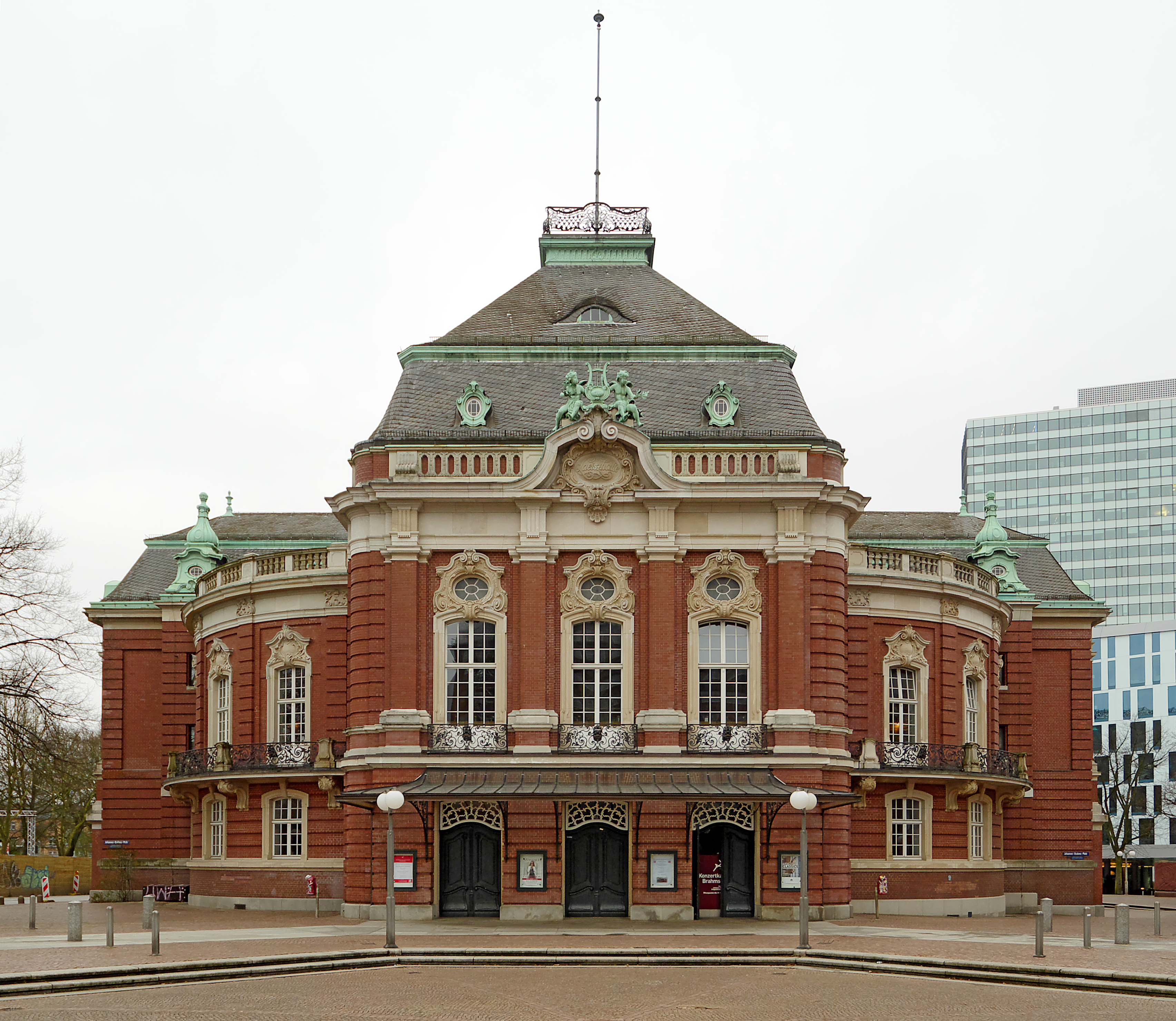
Visão frontal do Laeiszhalle em Hamburgo, visto da Johannes-Brahms-Platz em direção ao sudoeste, 2018.

A Orquestra Sinfônica de Hamburgo (em alemão: Hamburger Symphoniker) é uma orquestra alemã baseada em Hamburgo, Alemanha. 

## História
Fundada em 1957 é uma das três maiores orquestras da cidade. O primeiro concerto da orquestra aconteceu dia 16 de Outubro de 1957 sob a direção do primeiro maestro Robert Heger. Heger serviu nesse posto até 1961. Os seus sucessores incluem Carlos Kalmar (1987 - 1991), Miguel Gómez-Martinez (1992 - 1999) e Yoav Talmi (2000 - 2004). O principal maestro convidado foi István Kertész. De 2004 até 2007 Andrey Boreyko foi o maestro principal e desde 2008 o maestro principal da orquestra é Jeffrey Tate. 
A orquestra também trabalhou e continua a trabalhar com regularidade com maestros como Charles Mackerras, Christian Thielemann, Horst Stein, David Afkham, Pratick Lange, Michael Francis e Philippe Jordan, assim como alguns dos maiores solistas, como Christian Tetzlaff, Elisabeth Leonskaja, Frank Peter Zimmermann,  Andrej Hoteev,Edita Gruberova, Placido Domingo e Grace Bumbry.
Além da temporada regular de concertos Sinfónicos e de Música de Câmara na Laeiszhalle a Orquestra Sinfónica de Hamburgo apresenta-se regularmente também na Ópera Estatal de Hamburgo. Todos os verões a Orquestra apresenta os famosos "Rathaus Konzert" (Concertos da Câmara Municipal) efetuados no átrio da Câmara Municipal geralmente com lotação esgotada. 
A orquestra também fez turnês pela Grã-Bretanha, Itália, França, Espanha, Escandinávia, Polônia, Turquia e Estados Unidos da América.
Em Abril de 2013 apresentou-se em três concertos lotados na "Grosses Festspielhaus" em Salzburg com obras de Felix Mendelssohn e W.A.Mozart.
Após a inauguração da Elbphilharmonie em janeiro de 2017, a Orquestra Sinfónica de Hamburgo passou a ser a Orquestra residente da Laeiszhalle.

## Maestros chefes
- Robert Heger (1957-1961)
- Gabor Ötvös (1961-1967)
- Wilfried Boettcher (1967-1971)
- Heribert Beissel (1972-1986)[4]
- Carlos Kalmar (1987-1991)
- Miguel Gómez-Martinez (1992-1999)
- Yoav Talmi (2000-2004)
- Andrey Boreyko (2004-2007)
- Jeffrey Tate (2009-presente)